# Spinnwarze

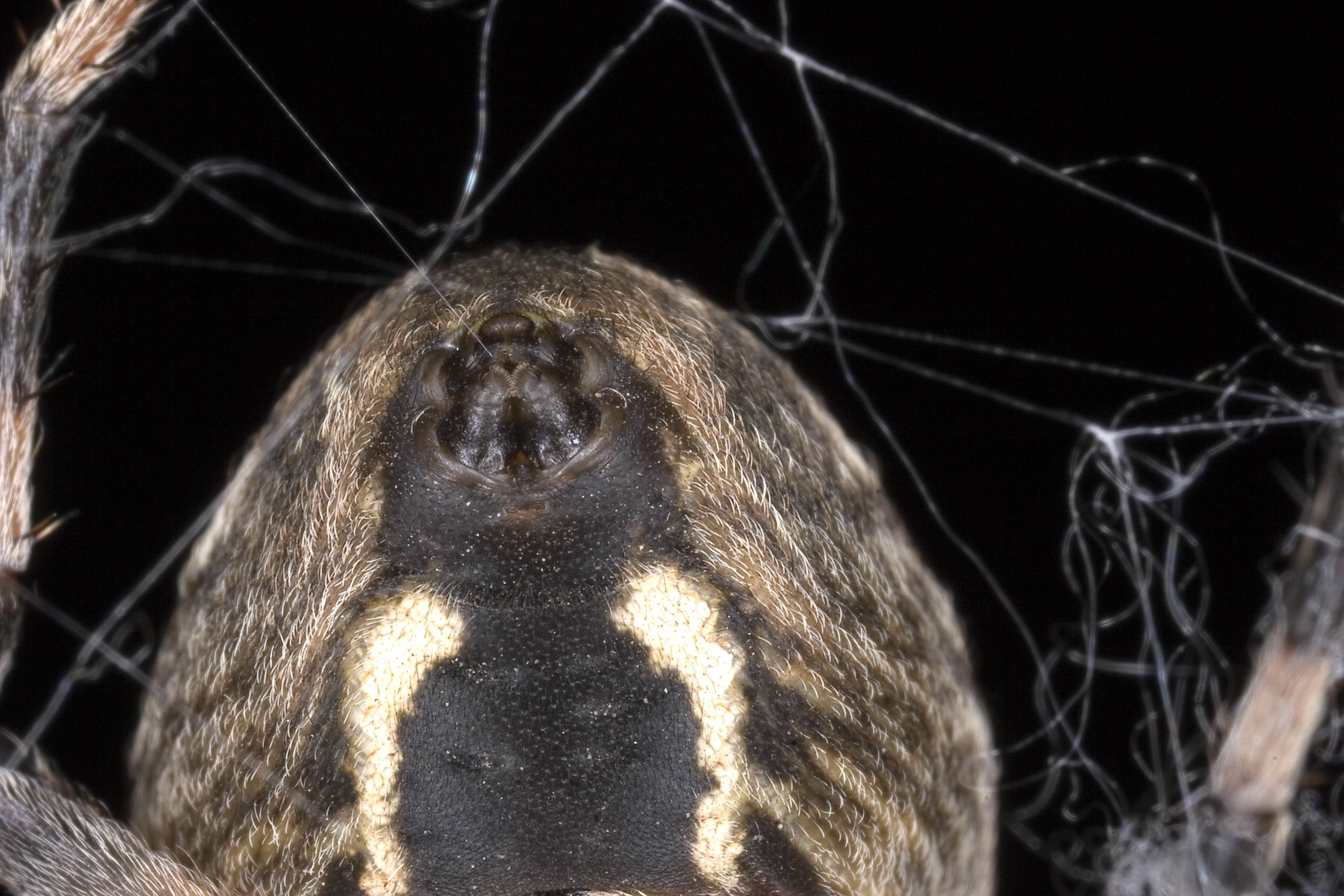
Spinnwarzen von Larinioides

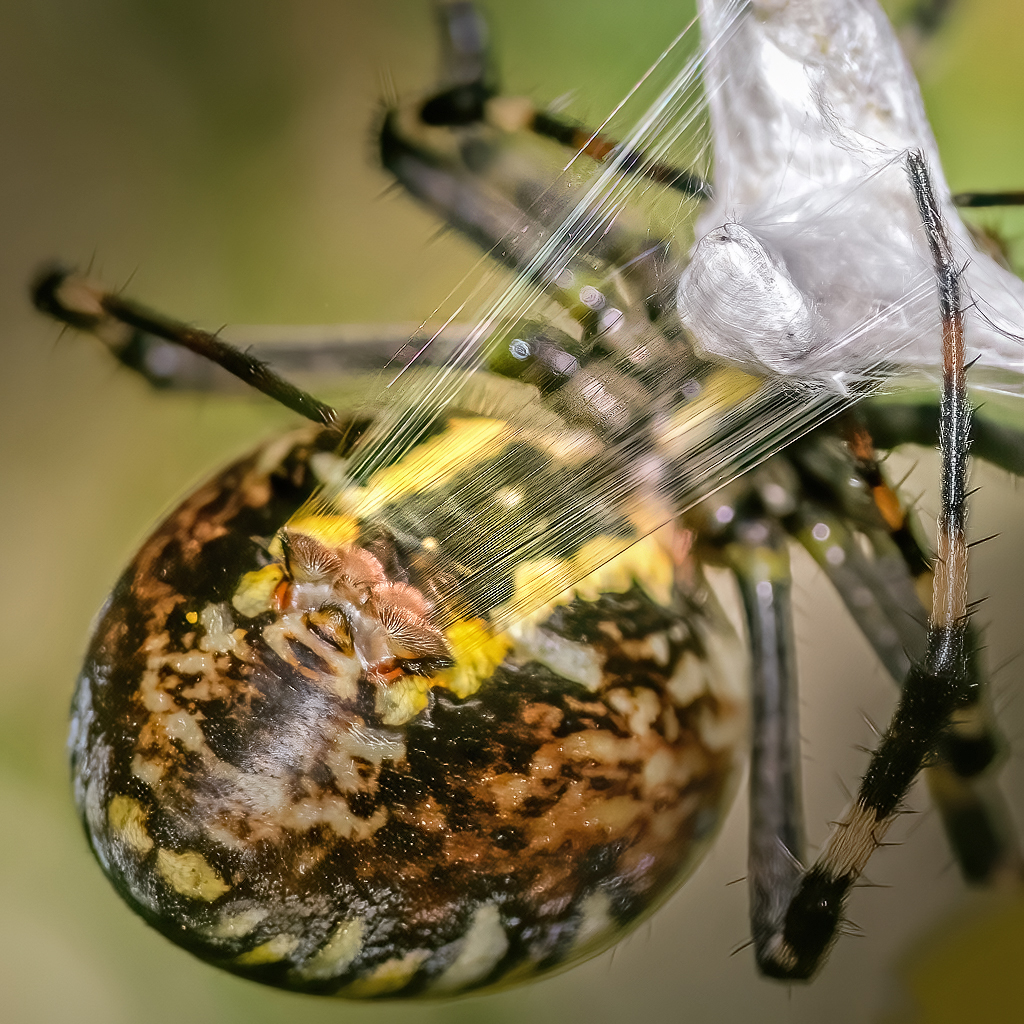
Spinnwarzen in Aktion (Wespenspinne, Argiope bruennichi)

Spinnwarzen sind die Ausführorgane der Webspinnen für ihre in den Spinndrüsen synthetisierte
Spinnenseide. Die extrem beweglichen meist mehrgliedrigen Anhänge im vierten und fünften Hinterleibssegment waren in ursprünglich vier Paaren vorhanden, aber bei den meisten rezenten Arten sind sie zu je drei oder zwei Paaren angeordnet. An den Spitzen sitzen die Spinnspulen, die eigentlichen Ausscheidungsorgane für die Seide, auf beweglichen Platten. Vier Paar Spinnwarzen sind nur noch bei den Gliederspinnen vorhanden.
Die Spinnwarzen werden wie die Extremitäten hauptsächlich durch Beugemuskulatur bewegt, während die Streckung durch den Hämolymphdruck geschieht. Die Muskeln setzen an den Gelenkhäuten an und durchziehen die gesamte Spinnwarze, um die Spinnspule zu bewegen. Dadurch können die Spinnwarzen auseinandergeklappt werden, für die Ansatzpunkte eines Fadens, Drehbewegungen vollführen, und auf und ab bewegt werden. Der Hinterleib ist ebenfalls beweglich, was den Aktionsradius der Spinnwarzen vergrößert.

## Spinnspulen
Die Spinnspulen lassen sich mit Kanülen vergleichen, deren Öffnung nur Bruchteile eines Millimeters Durchmesser misst. Sie lassen sich in verschiedene Typen unterteilen, die verschiedene Funktionen übernehmen, z. B. Leimabsonderung, Gerüstfäden, Signalfäden, Fangfäden, Kokons etc., die den unterschiedlichen Spinndrüsen zugeordnet sind. Es können mehrere verschiedene Typen von Spinnspulen auf einer Spinnwarze sitzen. Cribellate Spinnen besitzen drei Paar Spinnwarzen, das vierte Paar ist zum Cribellum umgewandelt. Das Cribellum einiger cribellater Fangwollweber kann bis zu 20.000 Spinnspulen tragen, deren Öffnungen nur 10 nm (1/100.000 mm) im Durchmesser beträgt. Bei Leimfadenweber findet man drei Paar Spinnwarzen und das vierte Paar umgewandelt zum Colulus. Leimfadenweber können bis zu sechs Spinndrüsen besitzen.
Spinnwarzen sind umgewandelte Extremitäten des 4. und 5. Segmentes des Opisthosoma. 

## Quelle
- Rainer F. Foelix: Biologie der Spinnen. Georg Thieme Verlag, Stuttgart 1979, ISBN 3-13-575801-X.